# Пам'ятник Магдебурзькому праву (Вінниця)
Пам'ятник Магдебурзькому праву (Колона Магдебурзького права) — пам'ятна мармурова колона у Вінниці.

## Історія
Колона на базі з полірованого граніту, увінчана капітеллю з кулею, була виготовлена на початку ХХ століття у місті Гнівань відомими каменеобробниками підприємств Франца Ярошинського — вінничанина польського походження і власника гранітних кар'єрів. Мета створення виробу є нез'ясованою: можливо, її готували для встановлення у Вінниці до 300-річчя дому Романових або на випадок перемоги Російської імперії у Першій світовій війні.
У 1921 р., після окупації України більшовиками, місцева влада встановила колону в середмісті, на теренах сучасної Європейської площі, присвятивши її «борцям за владу Рад». У 1974 р. під час створення Меморіалу Слави колону демонтували та перевезли до с. Павлівка Хмільницького району. За декілька років жителі села, змонтувавши вінницький пам'ятник поряд з тамтешнім клубом, вшанували таким чином річницю формування місцевого партизанського загону часів Другої світової війни.

### Реставрація та повернення до Вінниці
У 2017 р. було прийнято рішення повернути пам'ятник до Вінниці. Влітку того ж року це було здійснено вінницькими комунальними службами спільно з Центром історії Вінниці та активістами Вінницького історичного товариства. Колону встановили до Дня Європи на ділянці по вулиці Миколи Оводова, між будинками № 54 та № 58. Неподалік цього місця у XVIII ст. проходила межа Вінниці, яку старожили називали «Завалля».

### Капсула часу
Відкриття пам'ятника 16 травня 2019 року, приурочене до Дня Європи, супроводжувалось закладанням до ніші під бруківкою капсули часу, що містить звернення до вінничан 2040 року та копії архівних документів, які оповідають історію колони. Датою відкриття капсули обрали саме 2040 рік, тому що тоді виповниться 400 років з моменту набуття Вінницею Магдебурзького права. Процес закладання розпочався із зачитування послання магістратським писарем в автентичному строю XVIII століття. Текст звернення: «Вінницька громада здавна плекає традиції самоврядування. Року Божого 1640-го Вінниця, яка тільки Богові і Батьківщині свої ключі віддавала, отримала Магдебурзьке право по своїй добрій волі за владарювання короля Речі Посполитої Владислава IV. З того часу і до дня теперішнього ревно оберігає Вінниця своє право на самоврядність, що втілено у символі цієї, віднині непорушної, колони. У час святкування Дня Європи цією капсулою часу вінницький міський голова Сергій Моргунов від імені міської об'єднаної територіальної громади засвідчує повагу вінничанам 2040 року та висловлює побажання берегти та розвивати Вінницю у традиціях свідомого громадянського суспільства, плекати давню культурну і правову єдність земель України з Європою. Писано у травні дня 16-го року 2019-го»